# Копчик (гора)
Копчик — гора в Свердловской области, Россия к югу от города Нижний Тагил, находится в южном его пригороде неподалёку от места впадения рек Шайтанки и Чёрной в реку Тагил.

## Местоположение горы
Гора Копчик расположена в Нижне-Тагильском горнозаводском округе, на правом берегу реки Чёрной, при впадении её в реку Тагил, к северо-востоку от Черноисточинского завода. Это есть северная гора кряжа, тянущегося от севера к югу между рекой Тагил и Черноисточинским озером и истоком из этого озера в реку  Чёрную. Южнее горы Копчик в том же кряже следуют горы: Юрьевинские (три сопки), Обрамова гора и Облей.
Гора Копчик является частью хребта Весёлые горы — участка Главного Уральского хребта, проходящего к западу от Нижнего Тагила. Возле горы расположены посёлки Братчиково, Копчик и Монзино (сад «Автомобилист-2»), а также два детских лагеря отдыха «Янтарный» и «Солнечный». Поблизости от горы проходит шоссе регионального значения Екатеринбург — Нижний Тагил — Серов и примыкающий к нему тракт местного значения Антоновский — Монзино — Николо-Павловское.

## Описание
Гора Копчик полностью покрыта лесом, за исключением скалистой вершины. Подъём на гору очень пологий и увеличивается по мере подъёма на неё. С одной стороны горы имеется скала, представляющая собой отвесную стену, ради тренировки сюда часто приезжают альпинисты. На склонах горы также расположены две пещеры, уходящие далеко вглубь. По легенде местных жителей в них пропали два мальчика. Детей долго искали, но не нашли, после чего жители завалили входы в пещеры камнями.

## История
Гора была известна со времён первых русских поселений на Урале. Здесь в разное время добывали самоцветы и руду местные жители, политзаключённые сталинского режима и немецкие военнопленные после Второй Мировой войны.